# Trelleborg (Burg)

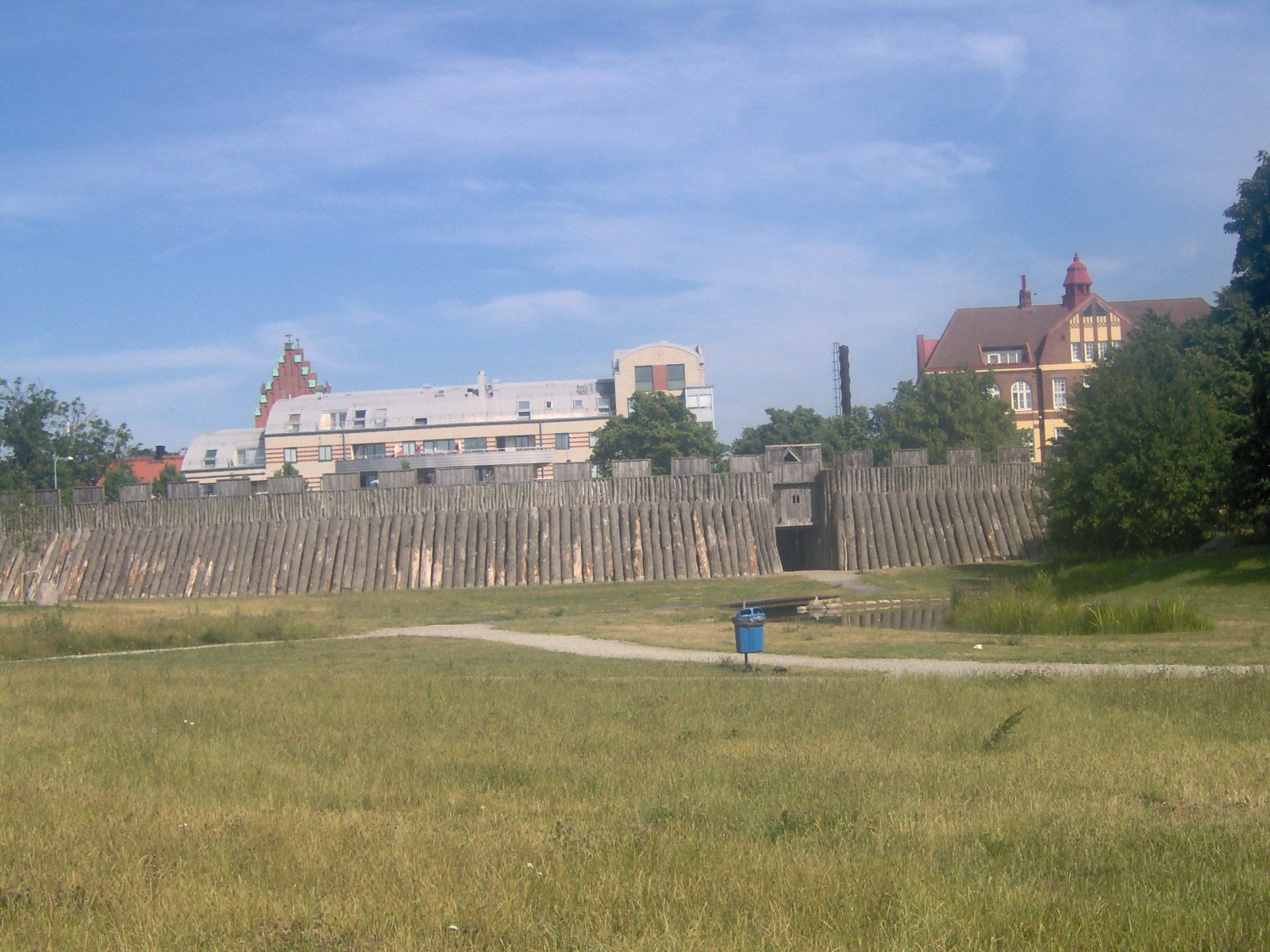
Die Trelleborg 2005 mit künstlich angelegter Landschaft

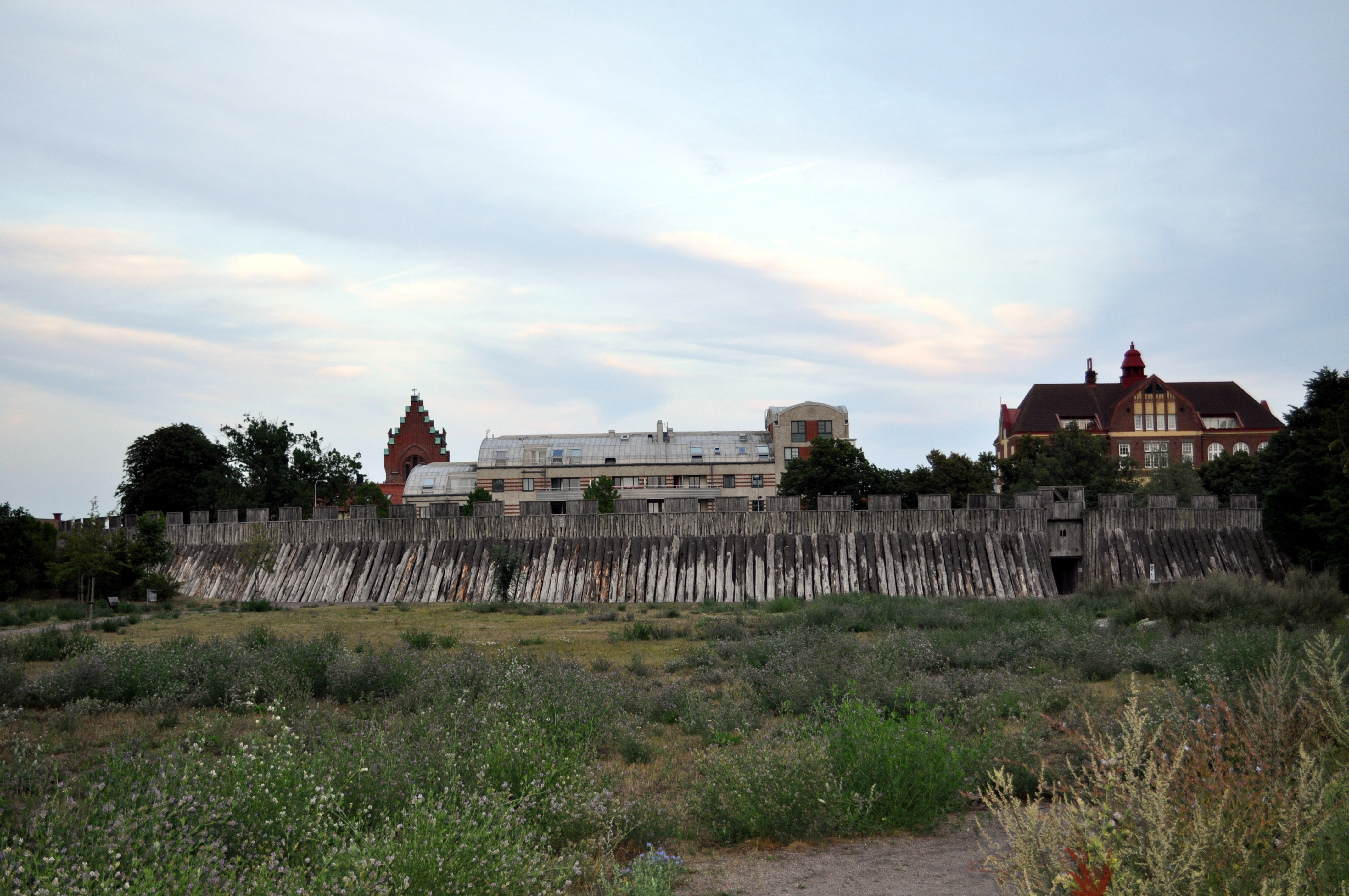
…und 2010 mit natürlichem Bewuchs

Die Trelleborg ist eine Wikingerburg im südschwedischen Trelleborg. Teilrekonstruiert ist die Anlage heutzutage frei zugänglich und während der Öffnungszeiten in den Sommermonaten können auch die Gebäude besichtigt werden. Darüber hinaus gibt es im Jahre 2007, zum 750-jährigen Jubiläums Trelleborgs, erbauten Eingangsgebäude ein kleines Museum mit Shop und Cafeteria. Mehrmals im Jahr finden auf dem Gelände Feste und Veranstaltungen wie ein Mittsommerfest, Wikingerlager u. ä. statt.

## Geschichte

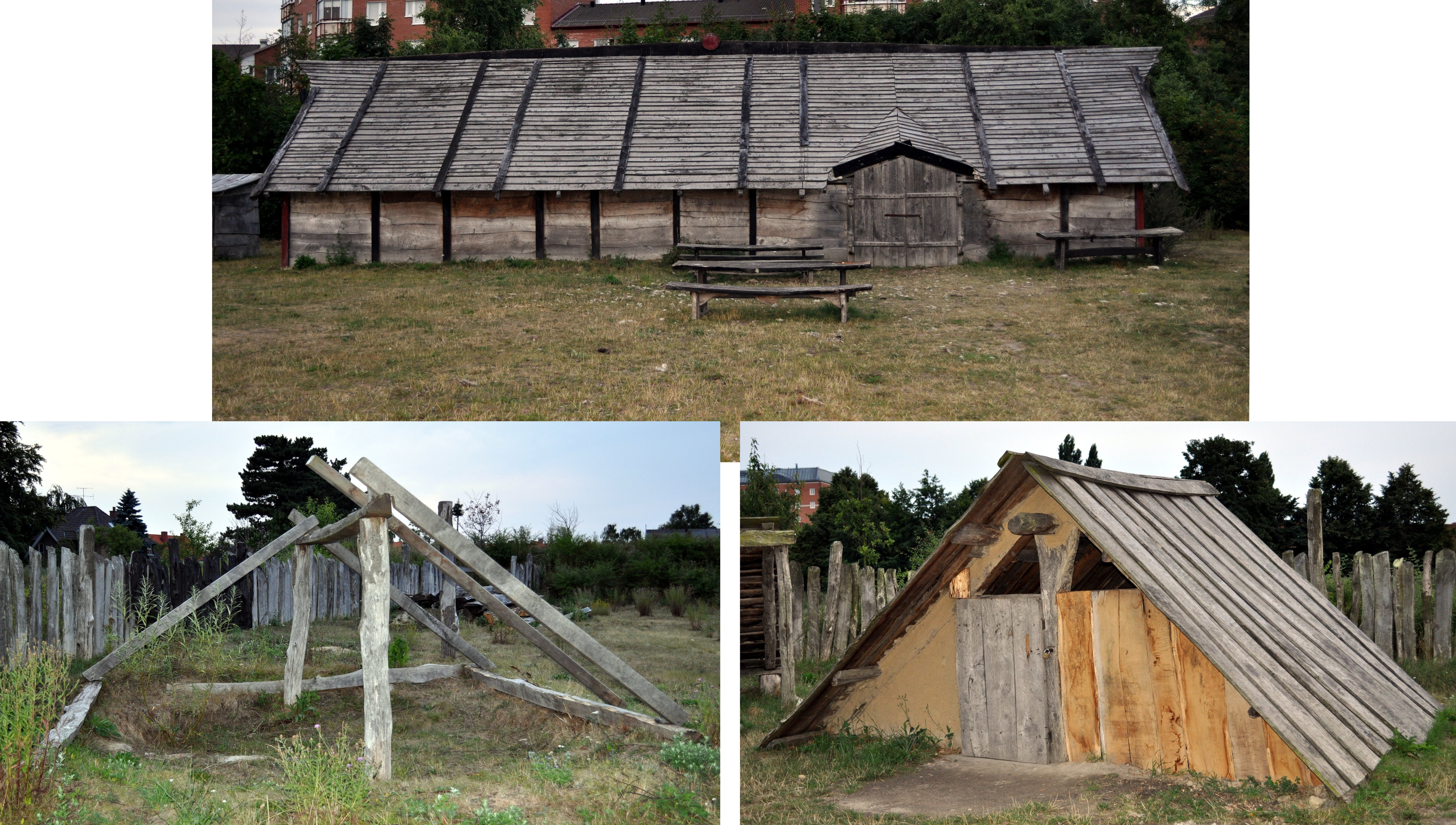
Die drei Häuser des Wikingerhofes vor der Trelleborg. Hinten das Haupthaus, davor Schaubaustelle (l) und Schmiede (r)

Die Trelleborg wurde in der Wikingerzeit um 980 während der Regierungszeit Harald Blauzahns erbaut. Nach nur etwa 20 Jahren, um das Jahr 1000, wurde die Burg aufgrund der zunehmenden Anzahl der Überfälle der Wenden auf die Gegend verlassen und verfiel in den folgenden Jahrhunderten. Als die Überfälle der Wenden, bedingt durch deren Christianisierung und Unterwerfung Anfang des 13. Jahrhunderts aufhörten, wurde die südschwedische Küste erneut besiedelt. Der Stadtname Trelleborg führt auf diese Zeit zurück, da bei der Wiederbesiedelung noch Reste der Wälle standen. Innerhalb weniger Jahre war der Platz dicht besiedelt. Die Gräben wurden als Abfallgruben zweckentfremdet und die Wälle wurden zum Trockenlegen der Feuchtgebiete östlich der Burg abgetragen. Gegen Ende des 14. Jahrhunderts wurde schließlich auch der alte Burgbereich bebaut, so dass nichts mehr auf die einstige Anlage hindeutete.
Ausgrabungen auf dem Gebiet der ehemaligen Burg im Jahr 1988 brachten die Spuren des nördlichen und des westlichen Tores, sowie den Wall- und Grabenabschnitt dazwischen zum Vorschein. Des Weiteren wurde das östliche Tor untersucht, sowie im südöstlichen und südlichen Bereich Teile des Grabens erfasst. Der Rest der Burg befindet sich heutzutage unzugänglich unter den umliegenden Straßen und Häusern. Nach Abschluss der Grabungen wurde bis 1995 das nordwestliche Viertel der Anlage, sowie ein Hof mit Nebengebäuden und ein Fachwerkhaus aus dem 14. Jahrhundert rekonstruiert.

## Beschreibung

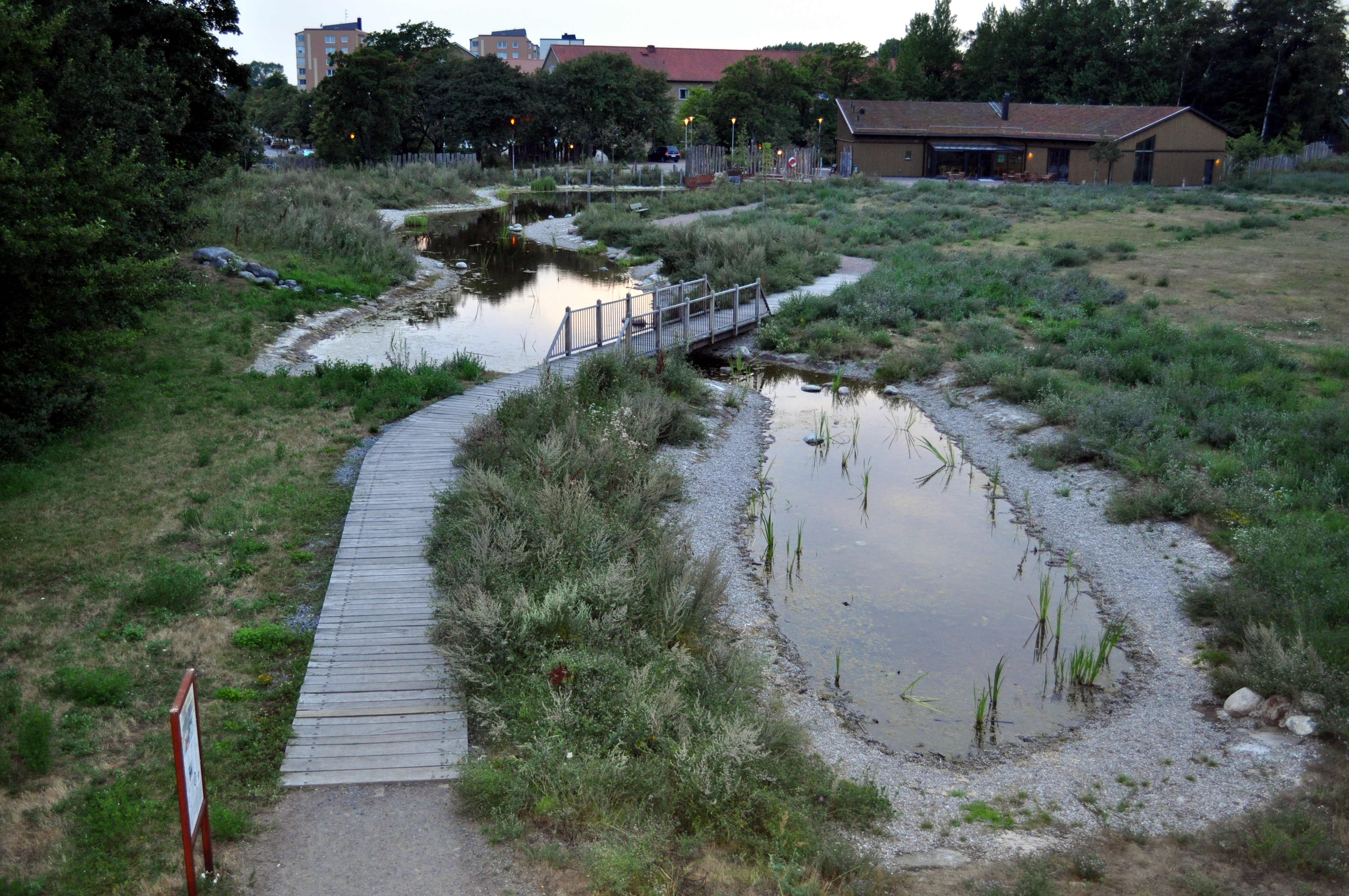
Gelände vor der Burg mit natürlichem Bewuchs und angedeuteter Lagune des Ståstorpsån. Oben rechts ist das 2007 erbaute Eingangsgebäude zu sehen. Das kleine Wikingerdorf befindet sich außerhalb des rechten Bildrandes.

Die Trelleborg war eine von einer Eichenstammpalisade umgebene Ringburg mit 140–143 m Durchmesser und hatte ursprünglich in alle vier Himmelsrichtungen ein Tor. Aufgrund der Struktur und unter Beachtung der Aspekte, dass sich nördlich der Trelleborg sowohl der Heidentempel von Uppåkra als auch mit der Burg Borgeby eine weitere Wikingerburg befand, nahm man an, dass das Nordtor als Haupttor fungierte. Um die Palisade führte zudem noch ein 2 m tiefer und 4 m breiter trogförmiger Graben herum, der je nach Jahreszeit als Trocken- oder Nassgraben diente. Der Graben war im Westen der Burg über eine Lagune des Ståstorpsån mit dem Meer verbunden, so dass bei ausreichendem Wasserstand die Schiffe bis direkt zur Burg fahren konnten.
Die Burg ähnelte der Trelleborg bei Slagelse auf der dänischen Insel Seeland. Im Gegensatz zu den Wikingerburgen von Slagelse, Aggersborg und Fyrkat war sie jedoch nicht exakt kreisrund, sondern scheint im südwestlichen Viertel im Grundriss etwas eingedrückt zu sein. Da die Burg in zwei Bauphasen errichtet wurde, könnte sich die Eindellung auch aufgrund von Rücksichtnahme auf eine ältere Bebauung ergeben haben. Die erste Phase war kleiner mit schmalerem Wall. Sie scheint später vergrößert worden zu sein, wobei der Wall auch verbreitert wurde. Der Wall war später wohl 6 m hoch und 16–17 m breit. Im Inneren konnte keine Bebauung festgestellt werden, was auch durch die späteren Baumaßnahmen, die alle Zeugnisse zerstört haben, bedingt sein kann. Aber außerhalb der Anlage zum Strand hin fand man eine umfassende zeitgenössische Bebauung, welche jedoch um 1000 verschwand.

### Rekonstruktion

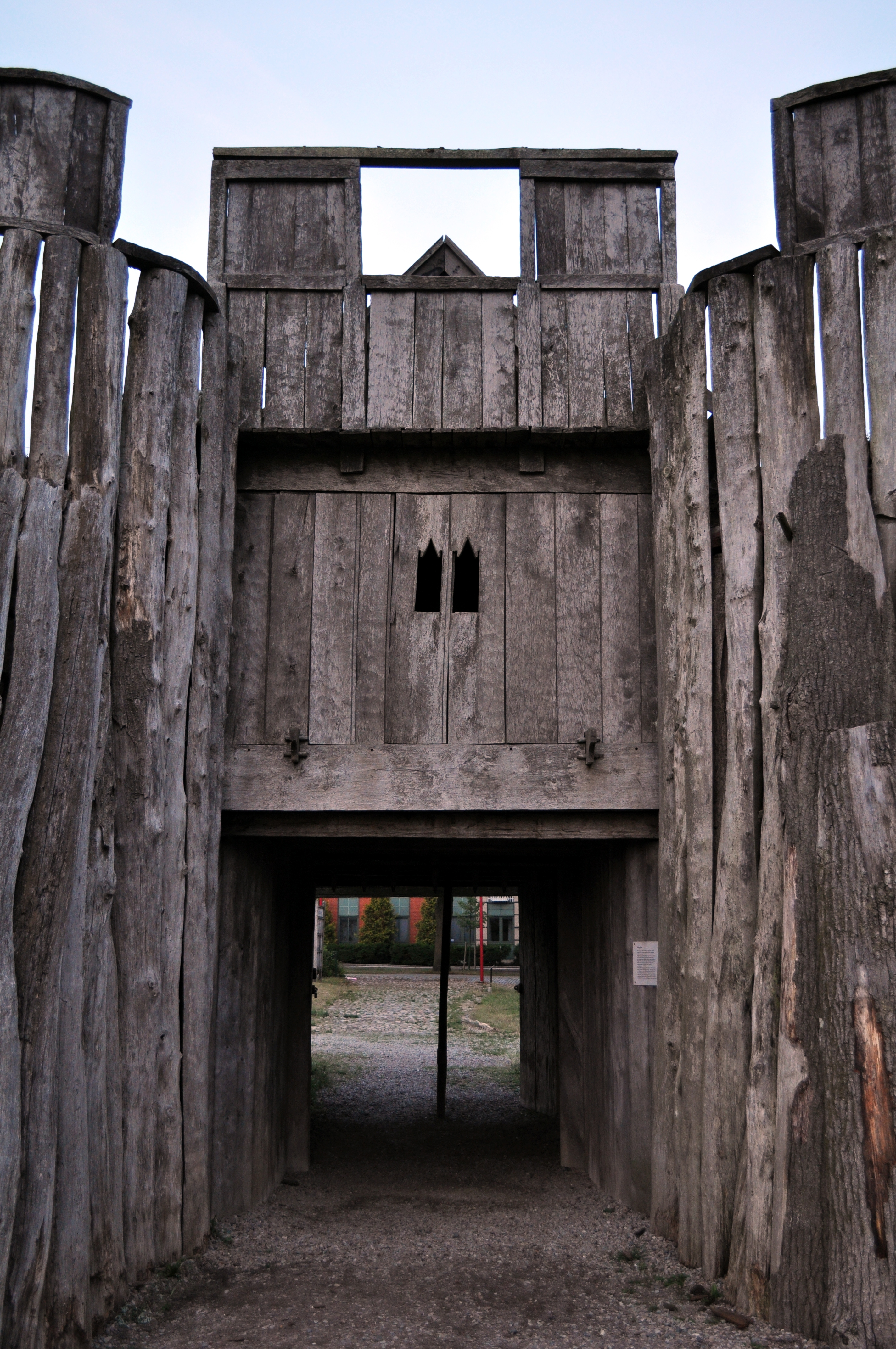
Vorderansicht des rekonstruierten Westtores

Die Rekonstruktion erfolgte aufgrund der archäologischen Funde, alten Handwerkstraditionen und wohlfundierten modernen Vorstellungen. Das Gelände stellt eine historische Miniaturlandschaft mit Feuchtwiesen und einem Bach dar, um somit dem Besucher auch ein Landschaftsbild wie vor rund 1000 Jahren zu bieten.
Der Wiederaufbau der gesamten Anlage erforderte ebenso, wie der Burgbau vor gut 1000 Jahren, eine große Menge an Erde und Holz. Für die gröberen Arbeiten wurden Maschinen verwendet, alle sichtbaren Teile wurden jedoch nur mit Axt, Stemmeisen und Messer bearbeitet.

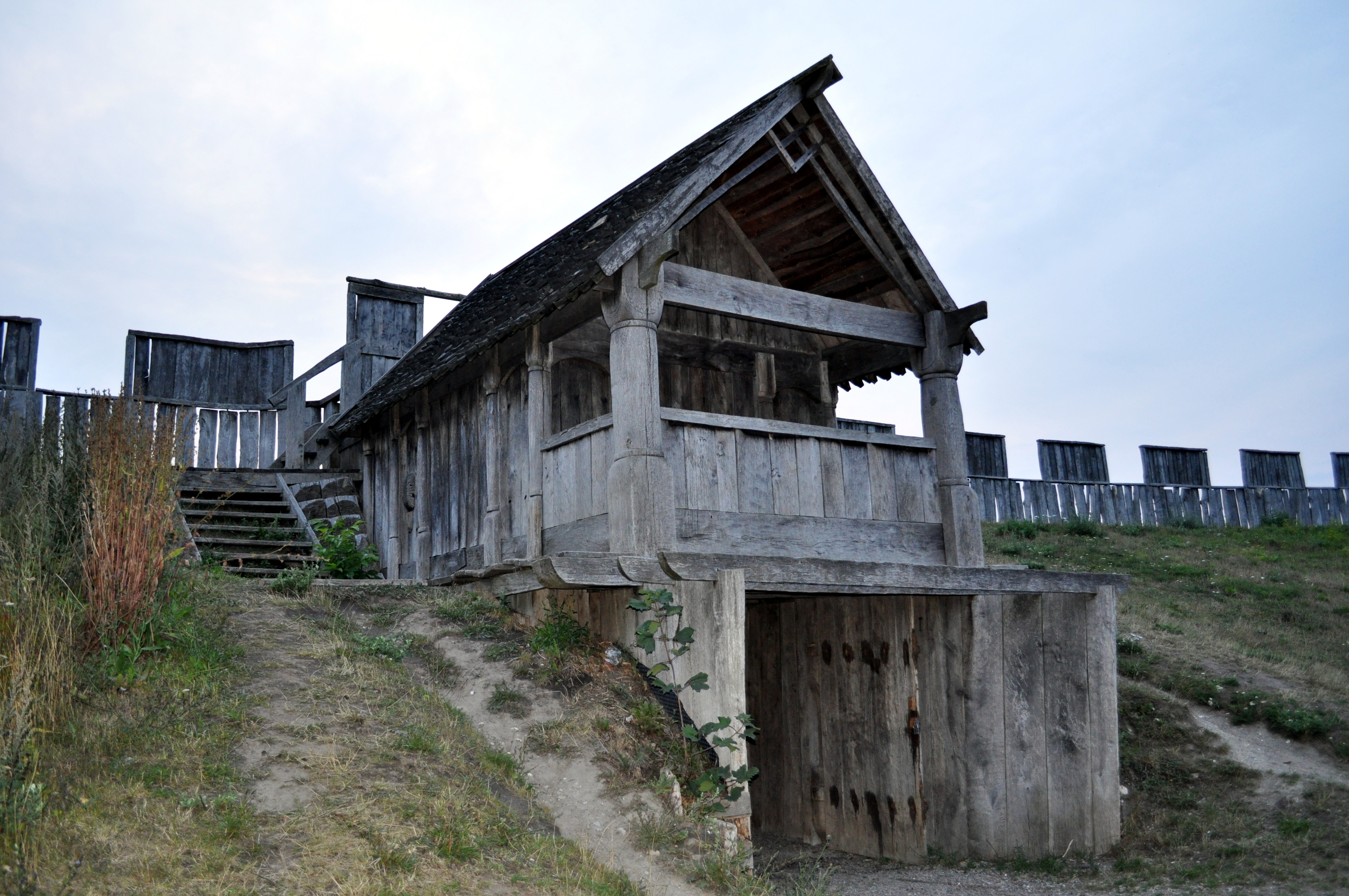
Torhaus des Westtores

Dem Bau des Westtores wurde besondere Sorgfalt zuteil. Dennoch gab es einige Unklarheiten. Man wusste z. B. nicht, ob die Wikinger tatsächlich Fallgitter verwendeten bzw. wie der Überbau über den Toren genau aussah. Höchstwahrscheinlich bestand dieser aus einem kleinen Torhaus für die Wachen, könnte aber theoretisch auch nur eine Art Brücke zum Verbinden der Wälle gewesen sein. Da man anders als bei der Wikingerburg in Slagelse hier keine Langhäuser für die Wachmannschaften im Inneren fand, nahm man an, dass es bei der Trelleborg dafür Torhäuser gab.
Der beim Torhaus vorhandene Stilmix lässt sich jedoch nicht nur auf Unklarheiten zurückführen. Wie die Stabkirchen wurde es in Stabbauweise errichtet, der Balkon wurde jedoch im romanischen Rundbogenstil errichtet. Dieser eher fremde Stil wurde durch die Handelsfahrten der Wikinger nach Norwegen und Schweden eingeführt und fand auch in einigen skandinavischen Steinkirchen aus dem 10./11. Jahrhundert Anwendung. Das mit Eichenholzschindeln und mit einem feinmodellierten Fistholz versehene Dach wurde wiederum dem der Kirche von Garde nachempfunden.

## Etymologie
Zum Namen „Trelleborg“ gibt es drei verschiedene Deutungen:
1. Traditionell wurde der Name Trelleborg als eine von Sklaven erbaute Befestigung erklärt (das dänische Wort für Sklave ist træl).
2. Der Historiker Michael Zeuske verweist darauf, dass im Dänemark der Wikingerzeit Unfreie (thralls oder trælle) die Mehrheit der Bevölkerung ausmachten und führt weiter aus: „Trelleborg (=Sklavenburg) war ein Handelsplatz für Gefangene.“[3]
3. Außerdem könnte der Namen von der Bauart herführen. Die gespaltenen Balken, die zur Verkleidung der Innen- und Außenwände der kreisförmigen, in Stabbautechnik gebauten Wallanlage wurden früher als „treller“ bezeichnet. Damit würde der Name etwa „Stabburg“ lauten.